# Flavonol-3-O-glukozid L-ramnoziltransferaza
Flavonol-3-O-glukozid L-ramnoziltransferaza (EC 2.4.1.159, uridin difosforamnoza-flavonol 3-O-glukozid ramnoziltransferaza, UDP-ramnoza:flavonol 3-O-glukozid ramnoziltransferaza) je enzim sa sistematskim imenom UDP-L-ramnoza:flavonol-3-O-D-glukozid 6-O-L-ramnoziltransferaza. Ovaj enzim katalizuje sledeću hemijsku reakciju
UDP--ramnoza + flavanol3-O-D-glukozid {\displaystyle \rightleftharpoons } UDP + flavanol3-O-[beta-L-ramnozil-(1->6)-beta-D-glukozid]
Ovaj enzim konvertuje flavonol 3-O-glukozide u 3-O-rutinozide. On u manjoj meri deluje na rutin, kvercetin 3-O-galaktozid i flavonol 3-O-ramnozide.

## Literatura
- Nicholas C. Price; Lewis Stevens (1999). Fundamentals of Enzymology: The Cell and Molecular Biology of Catalytic Proteins (Third изд.). USA: Oxford University Press. ISBN 019850229X.
- Eric J. Toone (2006). Advances in Enzymology and Related Areas of Molecular Biology, Protein Evolution (Volume 75 изд.). Wiley-Interscience. ISBN 0471205036.
- Branden C; Tooze J. Introduction to Protein Structure. New York, NY: Garland Publishing. ISBN 0-8153-2305-0.
- Irwin H. Segel. Enzyme Kinetics: Behavior and Analysis of Rapid Equilibrium and Steady-State Enzyme Systems (Book 44 изд.). Wiley Classics Library. ISBN 0471303097.

## Spoljašnje veze
- Flavonol-3-O-glucoside+L-rhamnosyltransferase на 